# Dudijan
Dudijan (arab. دوديان) – miejscowość w Syrii, w muhafazie Aleppo. W 2004 roku liczyła 1164 mieszkańców.